# Easton (Kalifornia)
Easton statisztikai település az USA Kalifornia államában, Fresno megyében. Lakosainak száma 1972 fő (2020. április 1.).

## Népesség
A település népességének változása:

| 2010 | 2 083 |
| 2020 | 1 972 |